# 劉丹 (1972年)
劉丹（1972年11月10日—2000年1月30日），女，黑龙江哈尔滨人，中國演員，毕业于中央戏剧学院。成名作及代表作为《還珠格格II》，饰演香妃。

## 生平
2000年1月30日，在深圳的一次高速公路交通意外，刘丹因傷勢過重而不治，得年27歲。

## 作品
| 年份   | 劇名                       | 角色                    |
| ------ | -------------------------- | ----------------------- |
| 1996年 | 電視劇《宰相刘罗锅》       | 李秀清(清河縣民女)      |
| 1996年 | 電視劇《新龙门客栈》电视剧 | 金燕子 / 小青           |
| 1999年 | 電視劇《還珠格格II》       | 香妃                    |
| 1999年 | 電視劇《西游记续集》       | 西海龙女                |
| 1999年 | 電影《情人假日酒店》       | 吴思渺 （导演：王学新） |

## 外部連結
- 劉丹在豆瓣上的资料（简体中文）
- 劉丹在时光网上的簡介（简体中文）